# Мукачівський історичний музей
Мукачівський історичний музей — краєзнавчий музей у місті Мукачево Закарпатської області України. Розташований у замку «Паланок». Створений Радою міністрів УРСР у 1989 році.

## Історія
Перший історичний музей в Мукачеві був створений Тиводаром Легоцьким наприкінці XIX століття, що заснував Мукачівське музейне товариство. Музей розміщувався у будинку Тиводара Легоцького. Після його смерті (1915) робота музею призупинилася, а у 1922 році була відновлена. 1950 року музей Легоцького був ліквідований, а його фонди та експонати перевезені до Ужгорода, де стали основою для Закарпатського краєзнавчого музею.
У 1970 році у Мукачівському замку було створено філіал Закарпатського краєзнавчого музею «Історія Мукачева та Мукачівського району».
У 1989 році постановою Ради міністрів УРСР створено Мукачівський історичний музей. Музей розмістили у Мукачівському замку «Паланок». 1992 року замок «Паланок» став комунальною власністю міста Мукачева. 1994 року директором музею став Василь Станіславович Цигак. Наразі директором Мукачівського історичного музею є Михайло Іванович Белеканич.
5 жовтня 2018 року у музеї в межах спільного українсько-литовського проєкту відбулося відкриття Кімнати історичної пам'яті князя Федора Коріятовича.
21 вересня 2019 року в окремих кімнатах музею відкрито Музей Володимира Микити, академіка мистецтва, класика закарпатського живопису, народного художника України.  

## Експозиції
У музеї діють 8 тисяч експозицій. Основною експозицією є «Історія міста Мукачева». Також у музеї є експозиції, присвячені родині Ракоці, етнографічним експонатам, поету Ференцу Казінці, Федору Коріятовичу, АТО. 

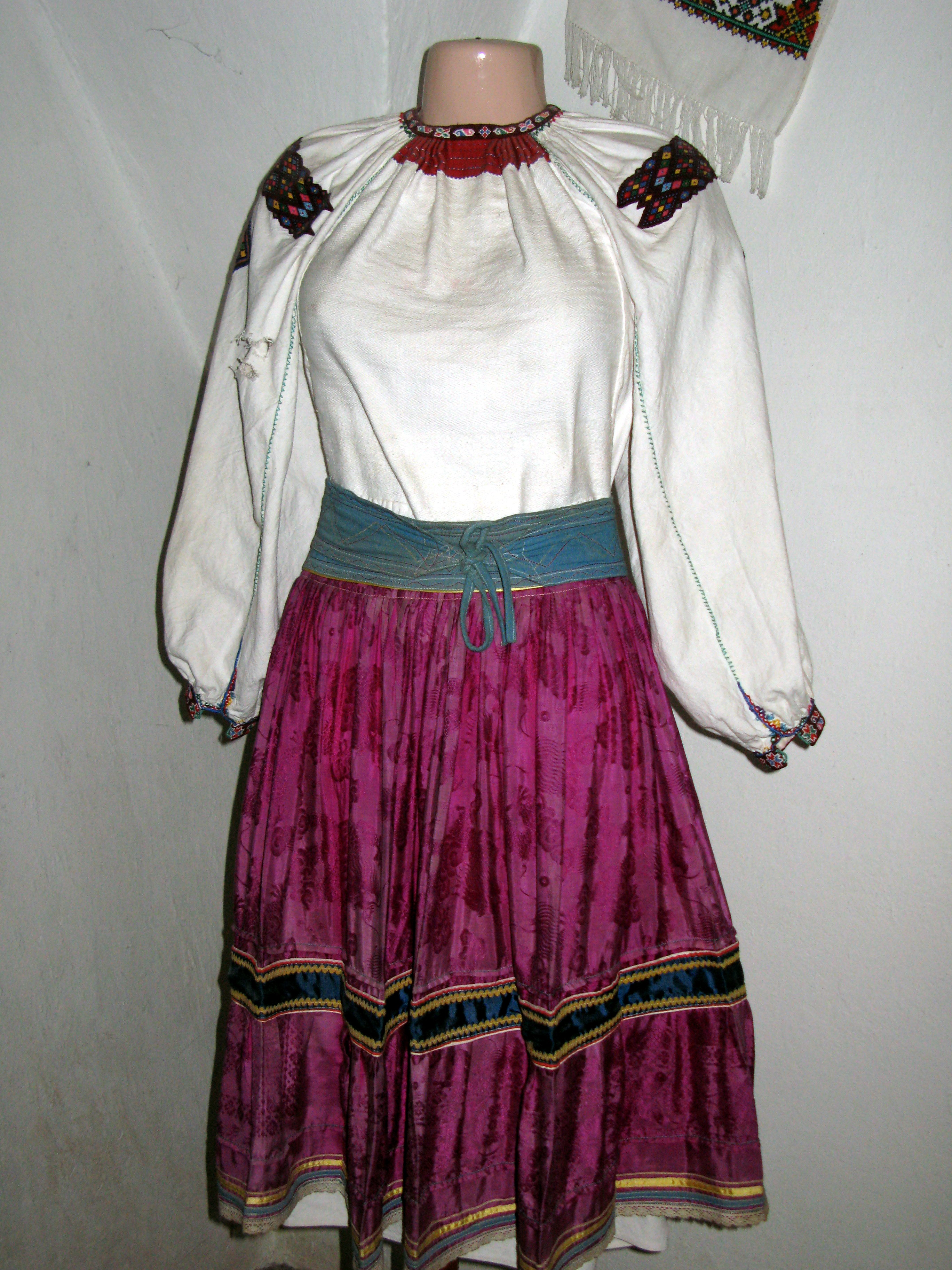
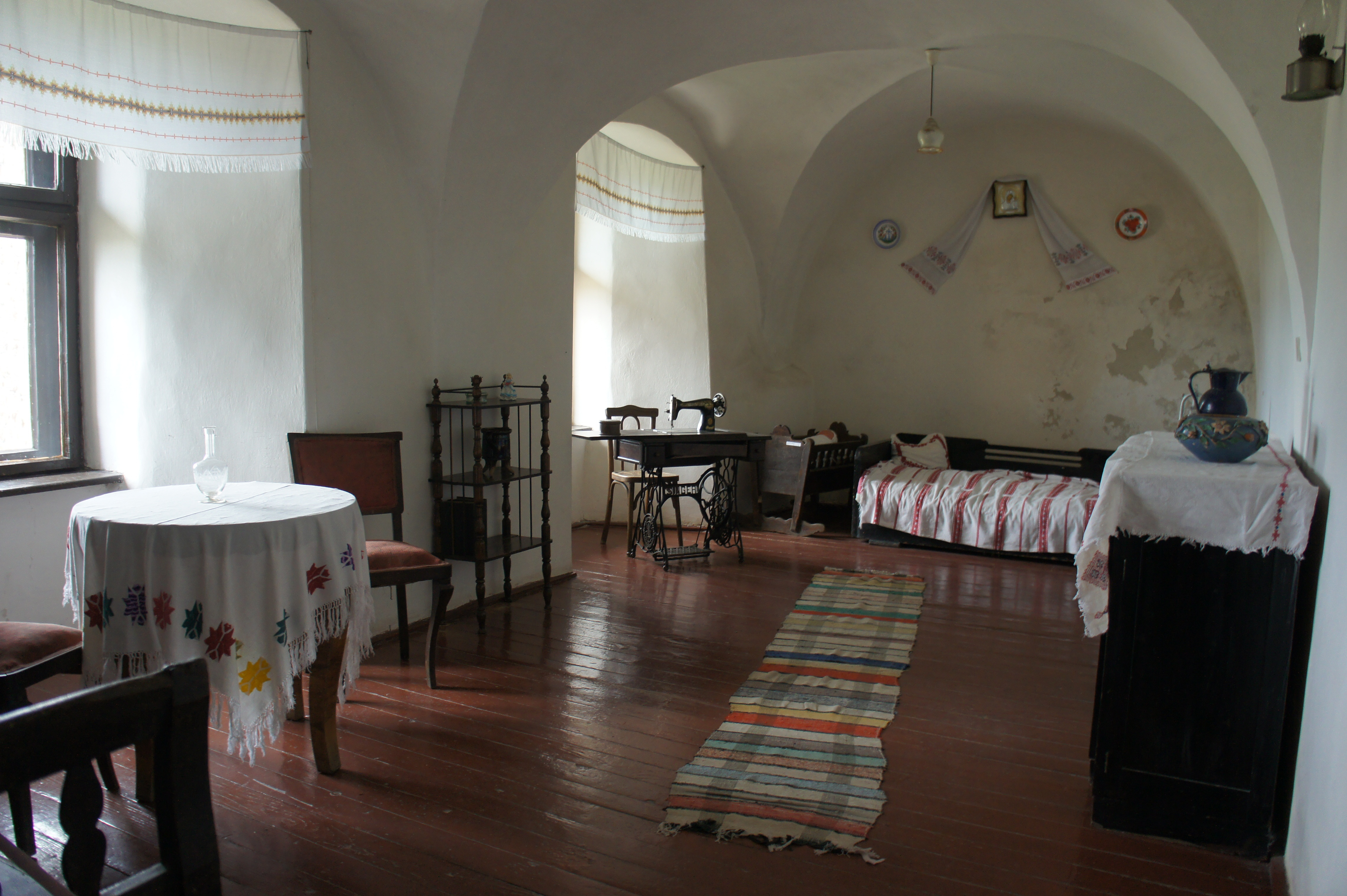
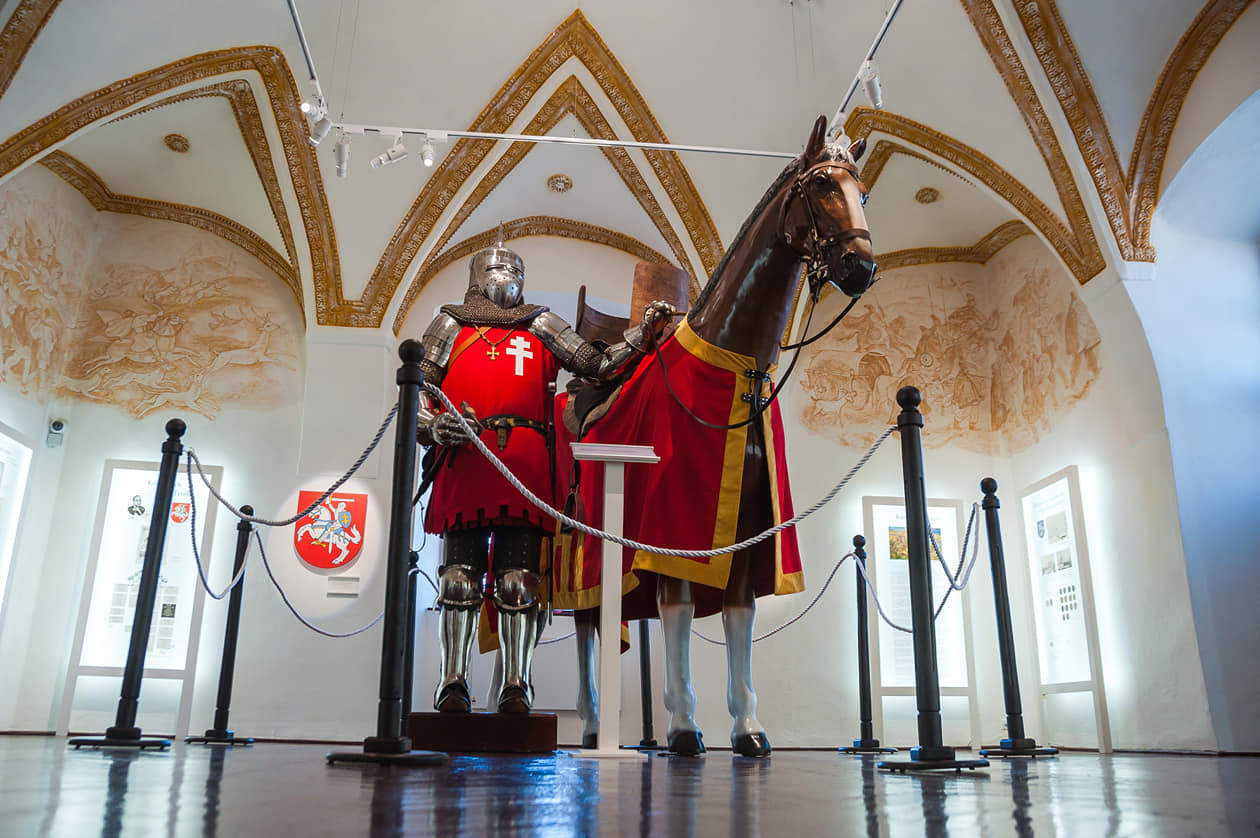
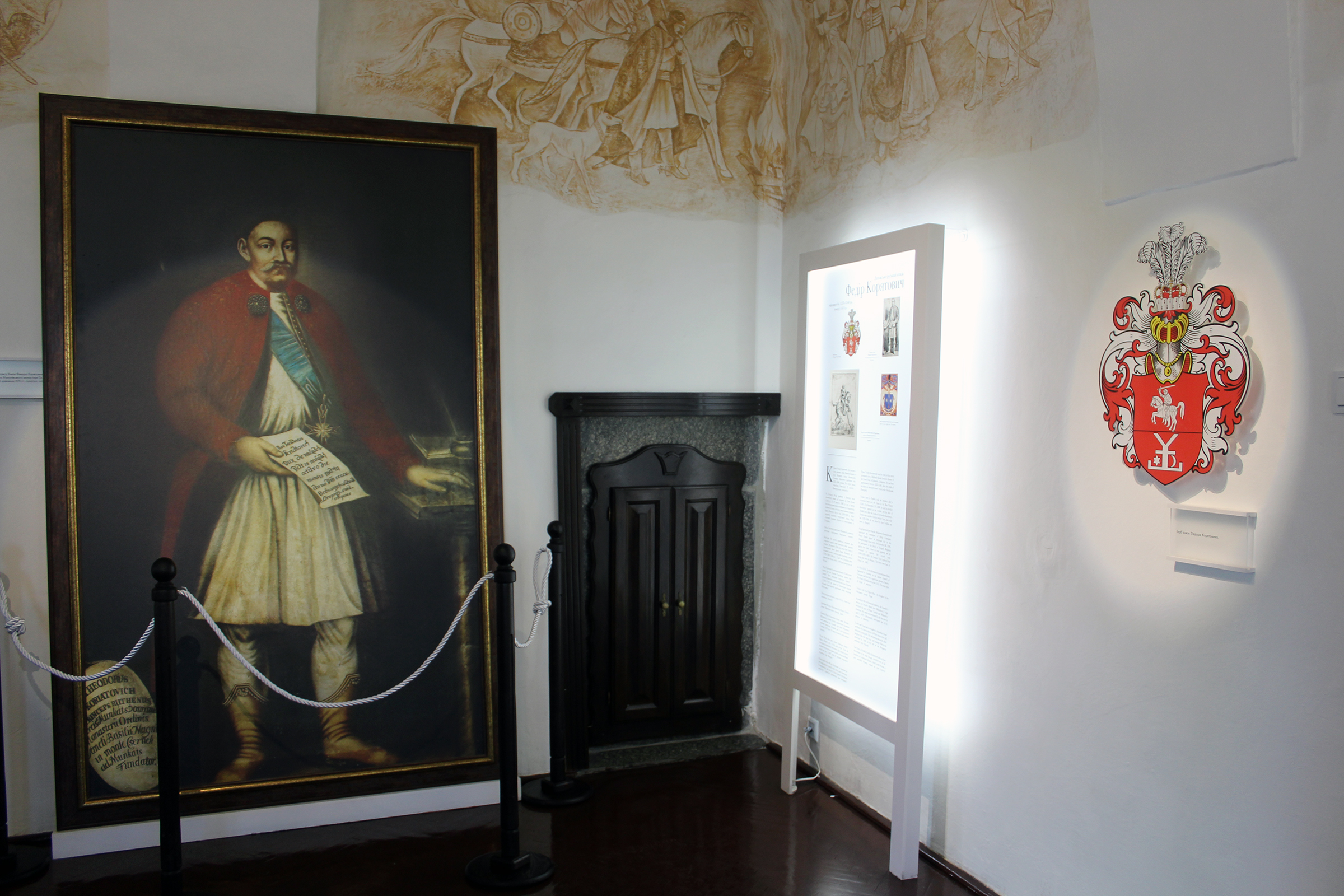

На території Мукачівського історичного музею, у дворі замку «Паланок», розміщені пам'ятники Федору Коріятовичу, Ілоні Зріні та Ференцу II Ракоці, Кельту, монументи та пам'ятні дошки. 

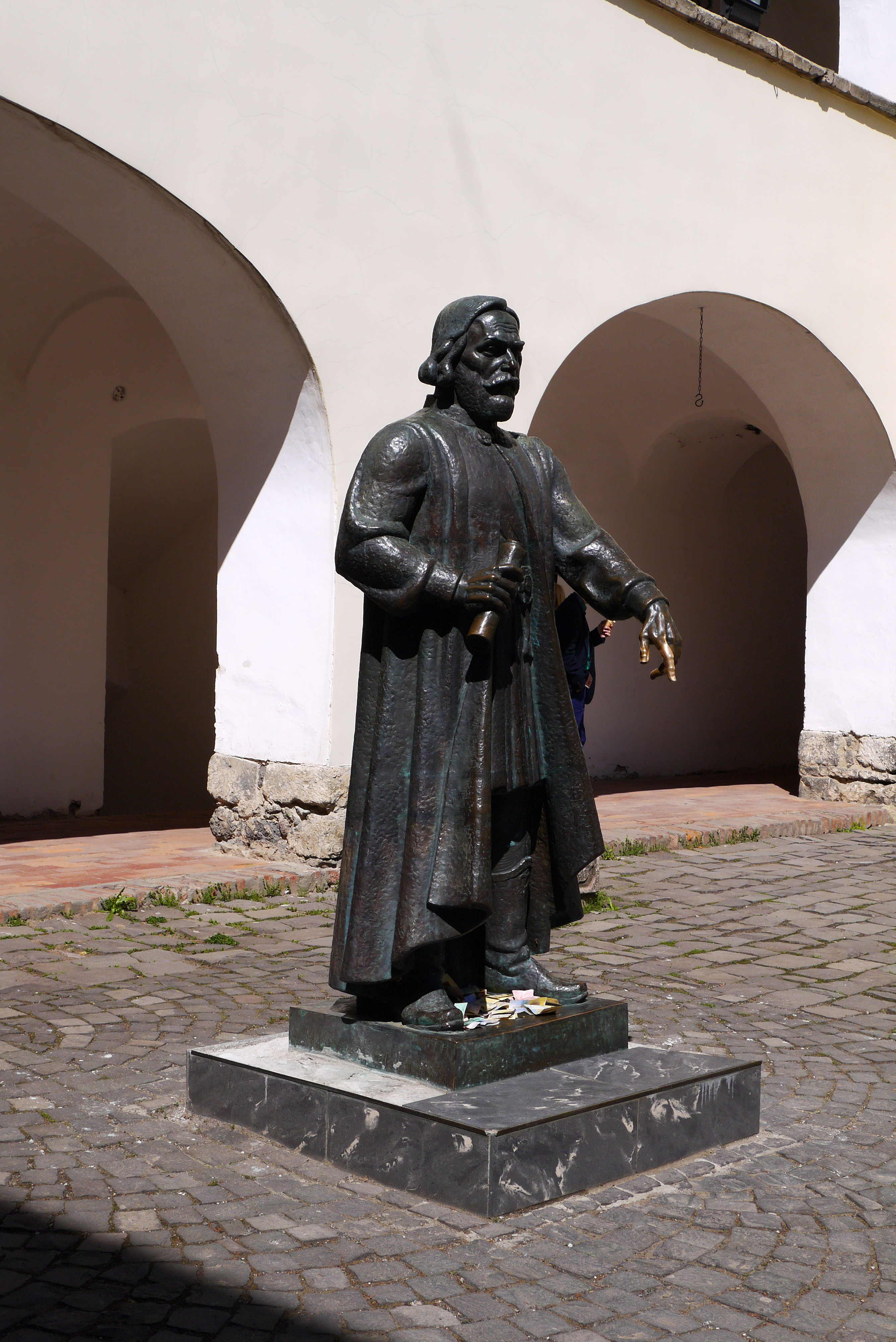
Пам'ятник Федору Коріятовичу
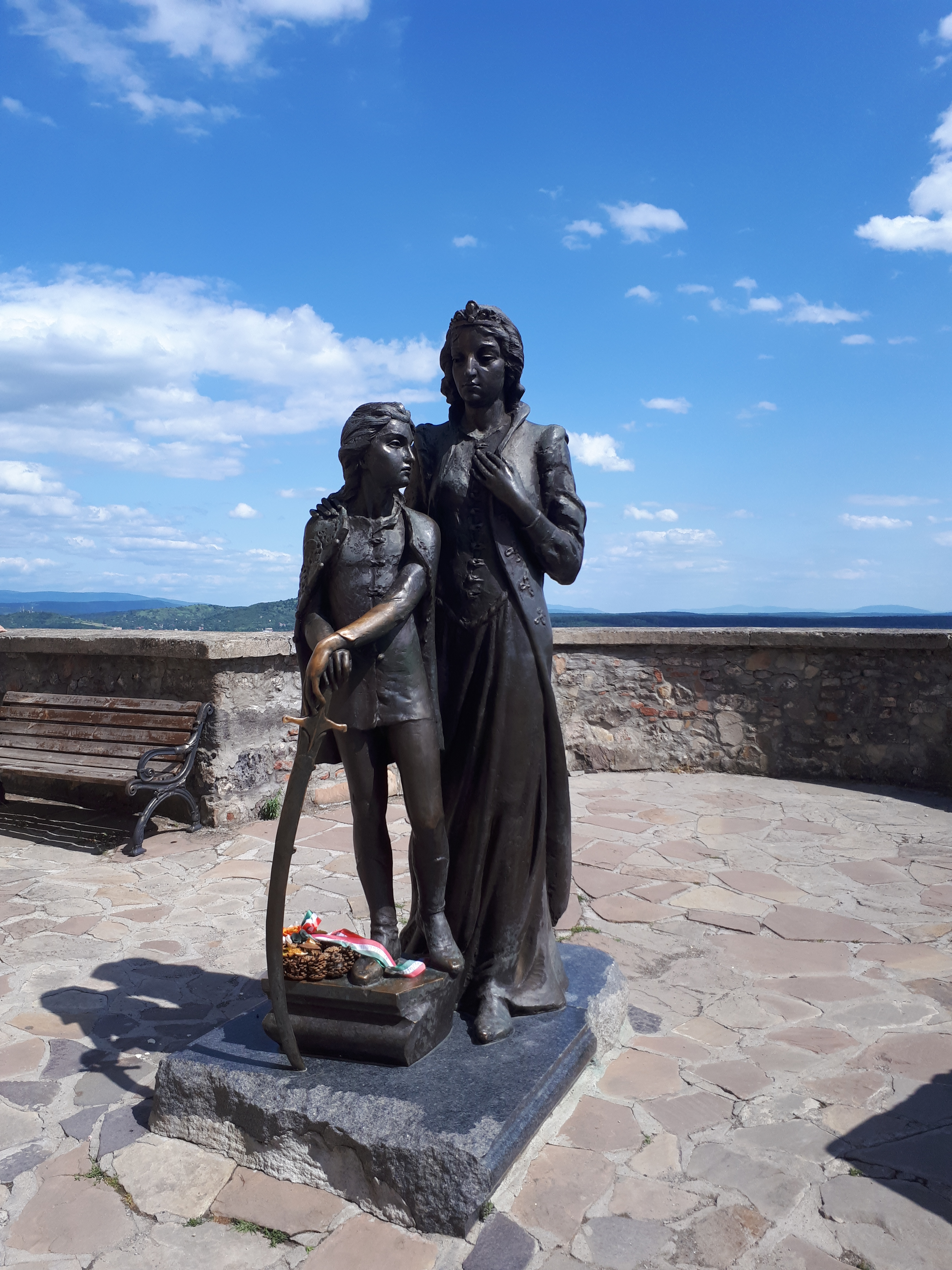
Пам'ятник Ілоні Зріні та її синові Ференцу II Ракоці
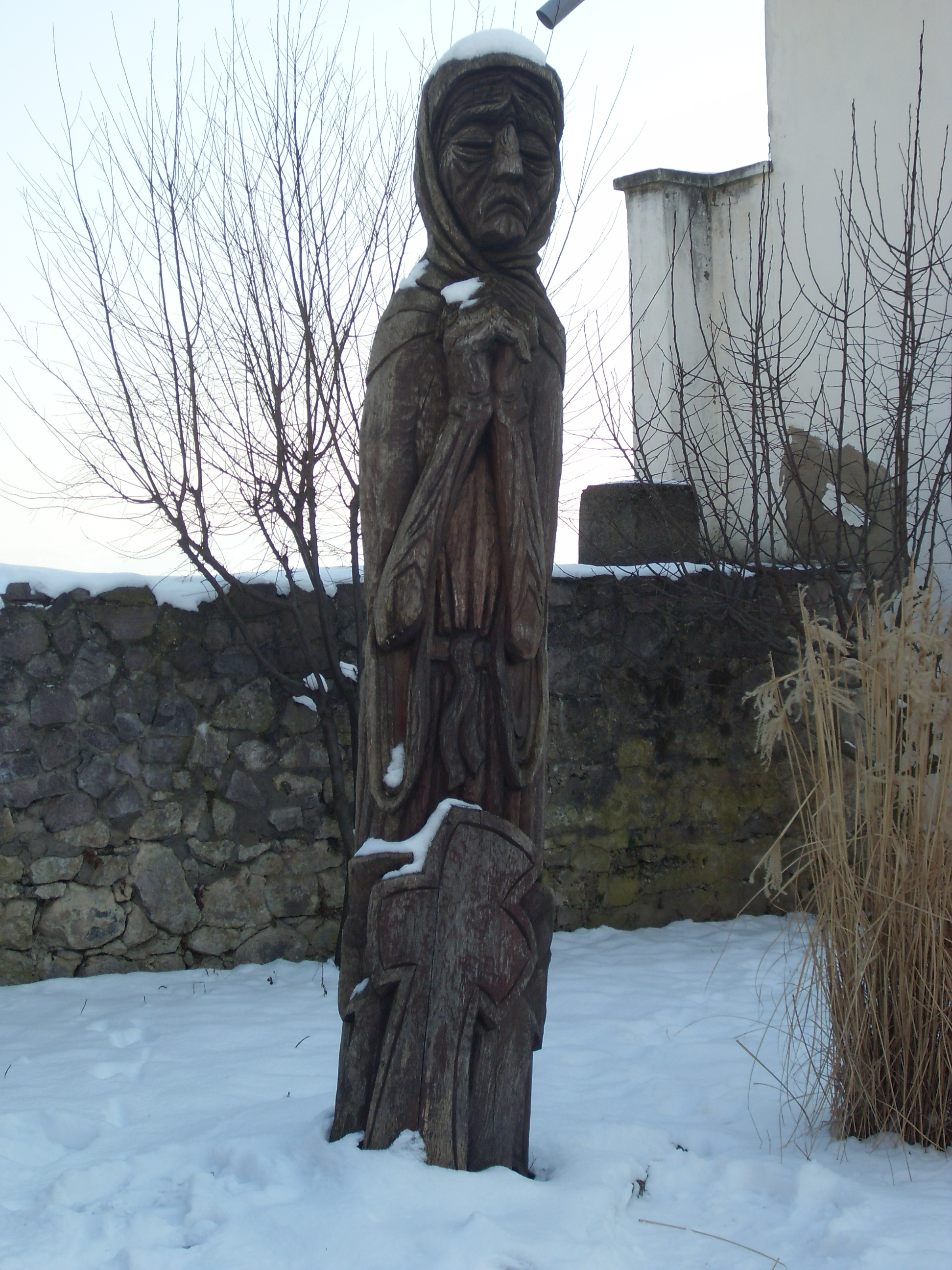
Монумент жертвам Голодомору
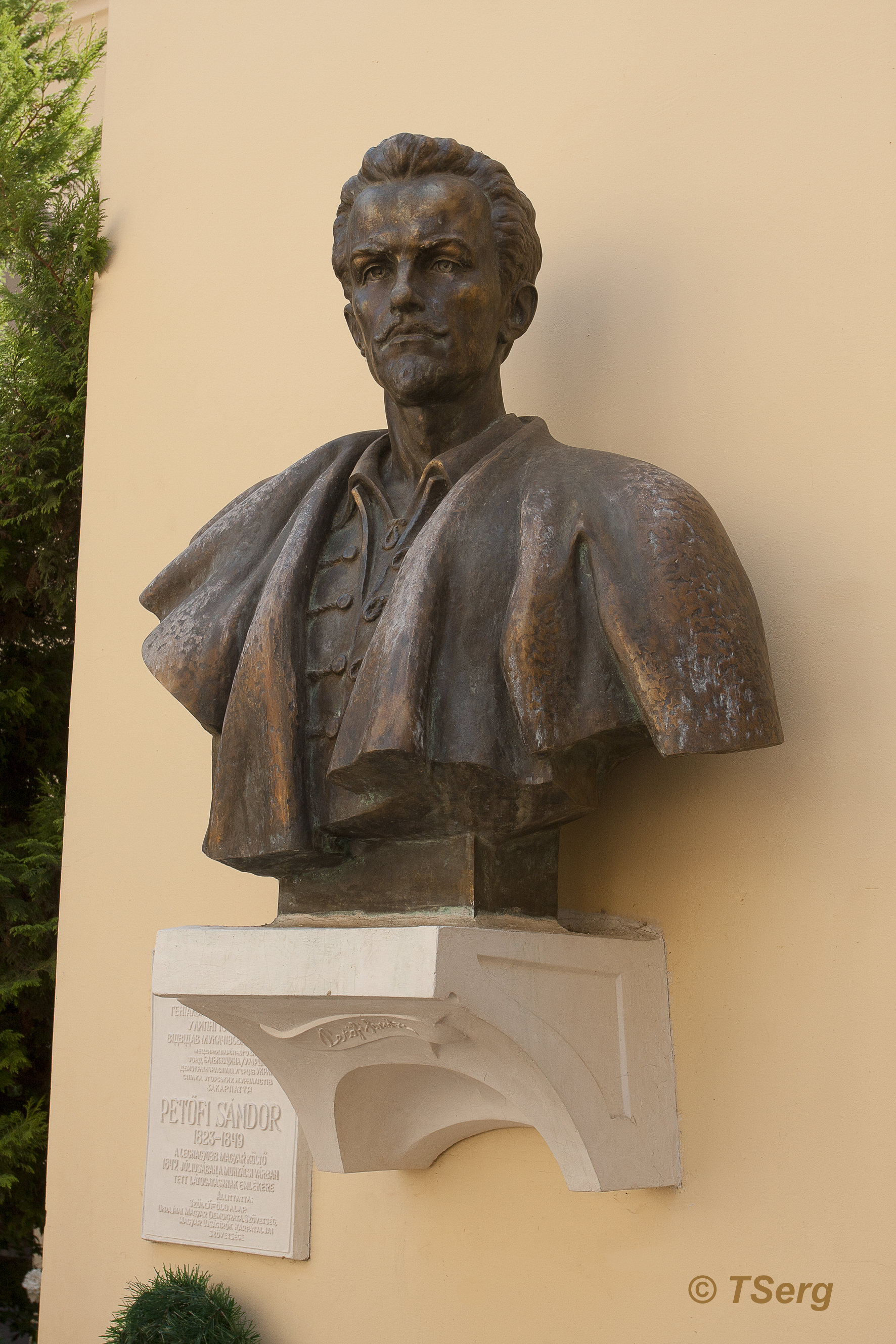
Меморіальна дошка Шандору Петефі
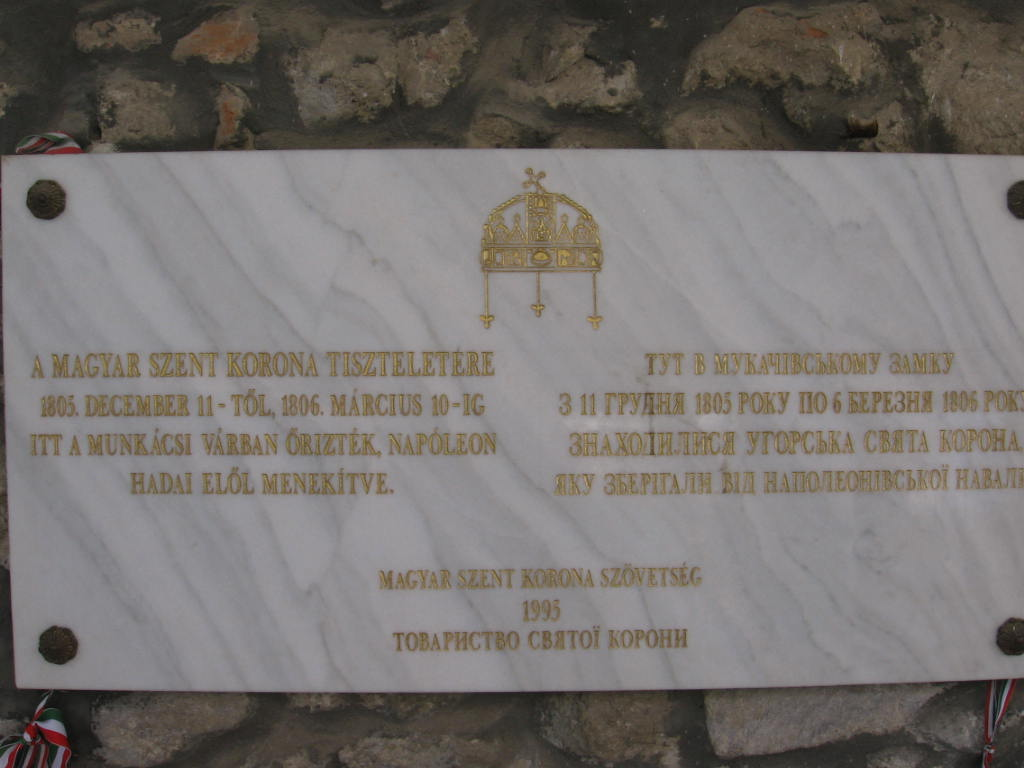
Пам'ятна дошка про збереження Угорської корони у Мукачівському замку
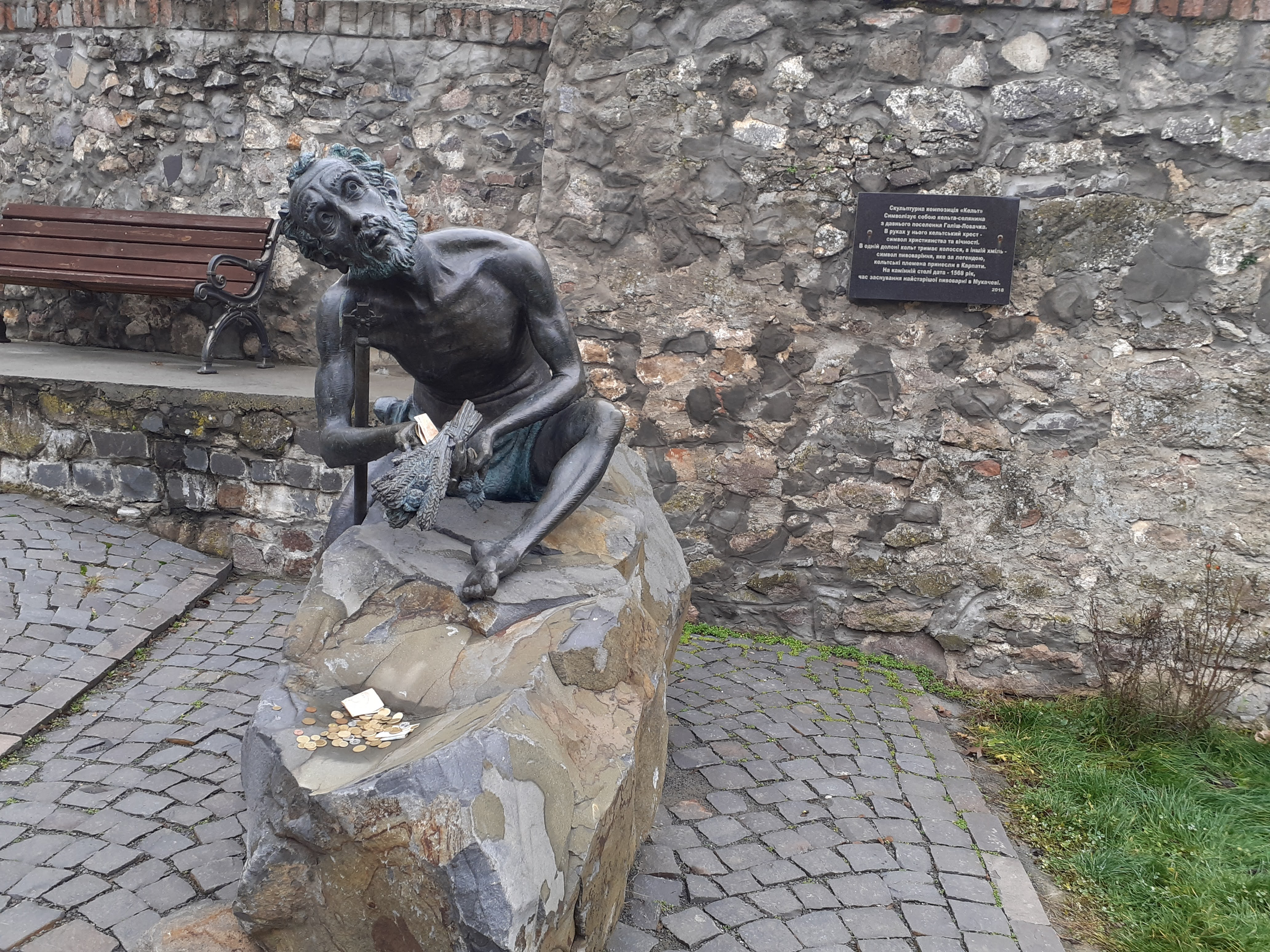
Пам'ятник Кельту